# Lannové

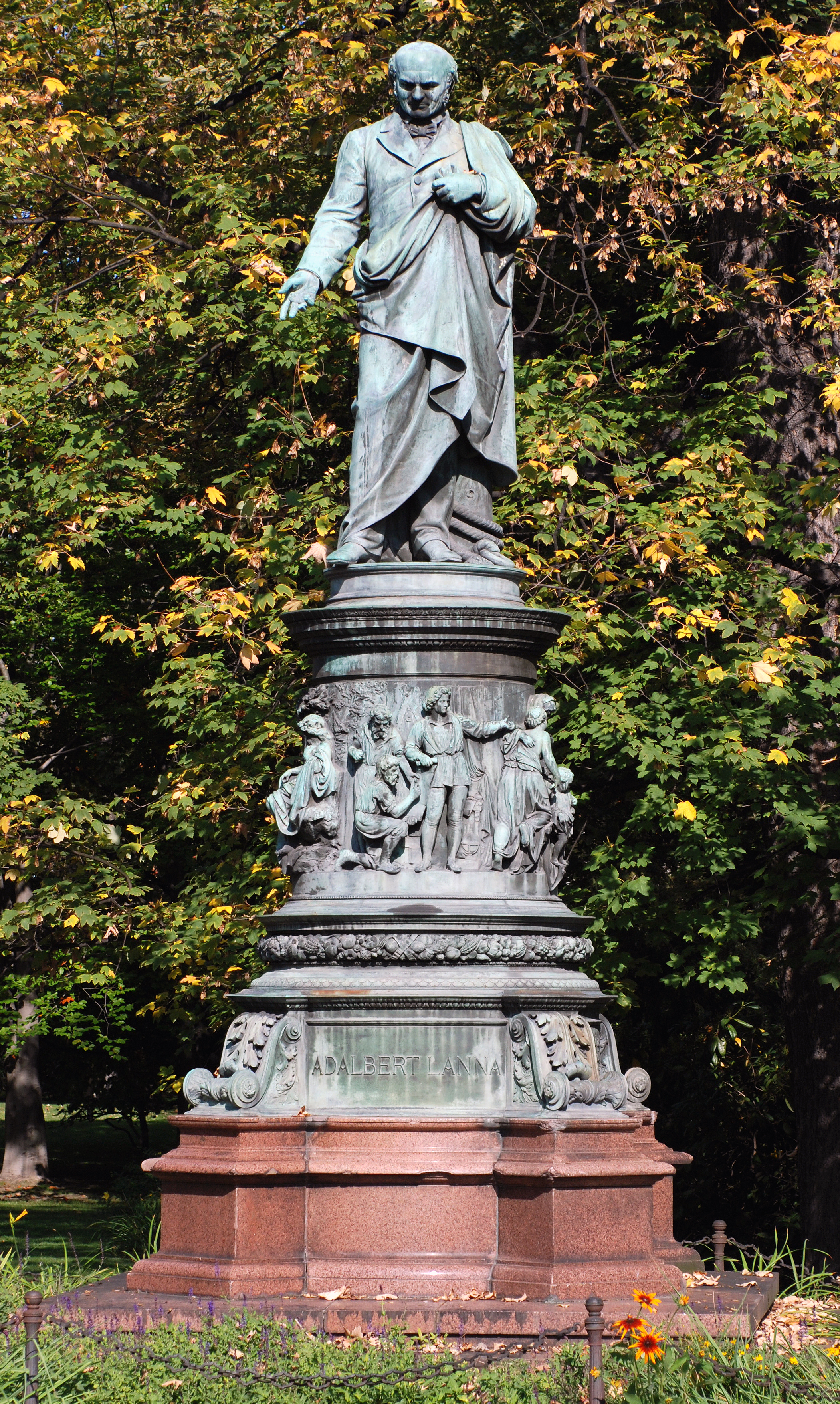
Pomník Vojtěcha Lanny staršího v Českých Budějovicích

Lannové byli podnikatelským rodem pocházejícím z oblasti Horního Rakouska, který po svém příchodu do Českých Budějovic zbohatl především díky lodní dopravě a obchodu se solí a dřevem. V devatenáctém století rozšířili své podnikatelské aktivity také na oblasti zpracování železa, zpracování lnu, těžby grafitu, železniční dopravy a pivovarnictví. Podíleli se na mnohých stavbách v Praze, významně se zasloužili také o průmyslový rozvoj Kladna.

## Historie

### Počátky

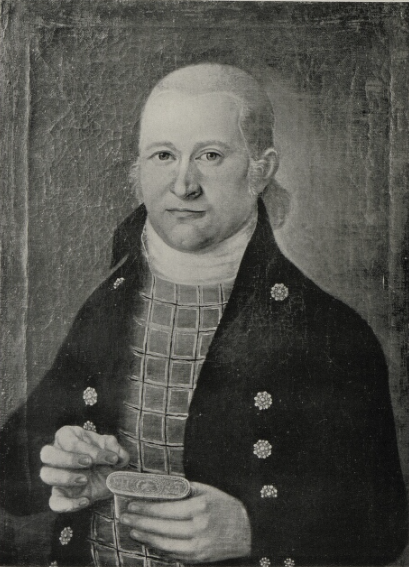
Tadeáš Lanna, olejomalba neznámého autora

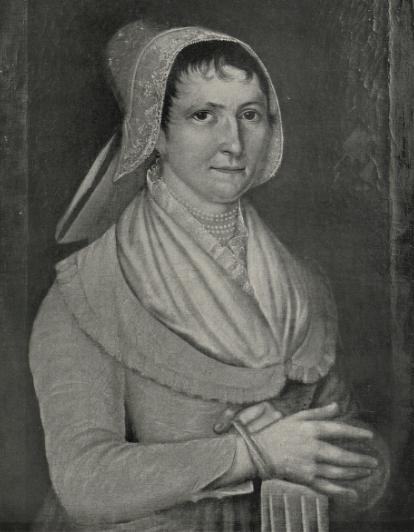
Terezie Lannová starší, rozená Masáková, olejomalba neznámého autora

První zmínky o rodu Lannů pochází z konce 17. století z Horního Rakouska, kde se už tehdy zabývali říční dopravou soli po řece Travně. První zástupci rodu se psali jako Lahner nebo Lanner a figurovali na různých seznamech zaměstnanců solního úřadu. Simon Lahner starší je doložen jako majitel domu poblíž Ebensee u Travenského jezera. Se svou ženou Barborou měl mezi lety 1700 až 1704 tři syny, kteří všichni odešli do Českých Budějovic. Nejstarší Jakob se stal roku 1744 budějovickým měšťanem a vzal si za ženu dceru Adama Haaseho - českobudějovického solního správce. Prostřední bratr Šimon mladší pokračoval v rodovém řemesle a stal se jako první z Lannů loďmistrem císařské solní přepravy, která měla svou loděnici ve Čtyřech Dvorech na levém břehu Vltavy severozápadně od Budějovic. Když Šimon mladší v roce 1755 zemřel, vystřídal ho na postu loďmistra nejmladší z bratrů Andreas. Andreas se už roku 1732 oženil s dcerou Johana Steinkoglera - dalšího z hornorakouských lodníků, kteří přišli do Budějovic.

### Tomáš Lanna
Po devíti letech manželství se páru narodil syn Tomáš, který se začal jako první z rodu podepisovat Lanna. Tomáš převzal po otci pozici loďmistra. V roce 1773 přešel solný obchod na Vltavě z rukou c. k. solného úřadu do rukou schwarzenberského panství. Od té doby byli Lannové zaměstnanci ředitelství schwarzenberského panství v Hluboké nad Vltavou. V roce 1788 se Tomáši Lannovi podařilo odkoupit od hlubocké vrchnosti jednu zánovní loď a mohl tak začít částečně podnikat sám na sebe. Stal se také majitelem domu Na Staré poště na pražském předměstí Budějovic, v místech kde dnes stojí Koldům.

### Tadeáš Lanna
Když Tomáš Lanna zemřel v létě roku 1797, dům Na Staré poště připadl Tomášově nejstarší dceři Terezii - tehdy už provdané za A. Pátka. O uvolněné místo loďmistra se ucházel jak Tomášův bratr Václav, tak i Tomášův syn Tadeáš, kterému tehdy bylo 25 let. Hlubocké ředitelství loďmistrem jmenovalo Tadeáše. Ten se musel vypořádávat s vysokou inflací během napoleonských válek a opakovaně žádat vrchnost o zvyšování platů. Zvýšil nosnost u nově konstruovaných lodí o 21 procent a zkrátil vesla, díky čemuž posádku lodi mohlo tvořit šest mužů místo sedmi. V roce 1821 vystavěl na pražském předměstí Budějovic zájezdní hostinec U Zelené ratolesti. Za manželku si vzal Terezii Masákovou ze statku poblíž soutoku Vltavy a Lužnice a spolu měli sedm dětí. Třetím z dětí, které se jim narodily v rodinném domě přímo u loděnice, byl Vojtěch Lanna starší.

### Vojtěch Lanna starší

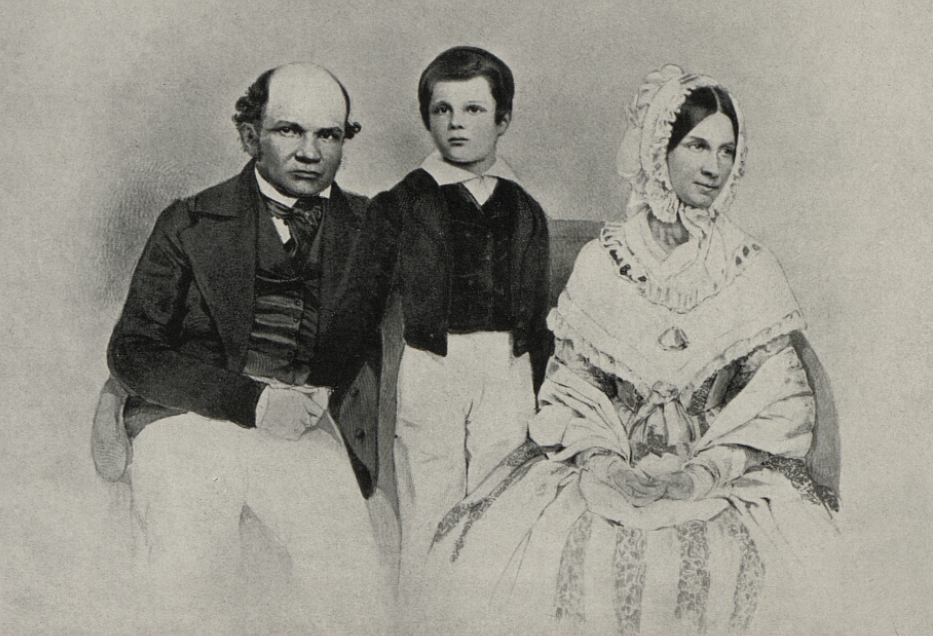
Zleva Vojtěch Lanna starší, Vojtěch Lanna mladší a Josefína Lannová, kvaš Josefa Kriehubera z roku 1847

#### Mládí
Vojtěchův starší bratr Jan se stal právníkem a pracoval pro Schwarzenbergy v Hluboké nad Vltavou. Vojtěch Lanna starší se po neúspěšném pokusu o studium na Pražské polytechnice stal loďmistrem, tak jak bylo rodinou tradicí. Jejich otec Tadeáš zemřel v roce 1828 a byl pochován v kostele sv. Prokopa na budějovickém Starém městě. Třiadvacetiletý Vojtěch zdědil otcův podnik a také zodpovědnost za finanční zabezpečení své matky a čtyř mladších sourozenců. O rok později si Vojtěch od ředitelství schwarzenberského panství pronajal celý vltavský solný obchod. Mimo to začal samostatně obchodoval se stavebním dřevem. Vojtěchův o pět let mladší bratr Ferdinand začal po vzoru Jana studovat v Praze práva. Vojtěchovi se obchodně dařilo a v roce 1832 vykoupil od Schwarzenbergů budějovickou loděnici i s přilehlými pozemky, které Lannům patřily dalších téměř 90 let. Pět dalších let si k tomu pronajímal také celou českou část koněspřežky přivážející sůl z Rakouska. Téhož roku zemřela Vojtěchova matka Terezie Lannová starší.

#### Manželství

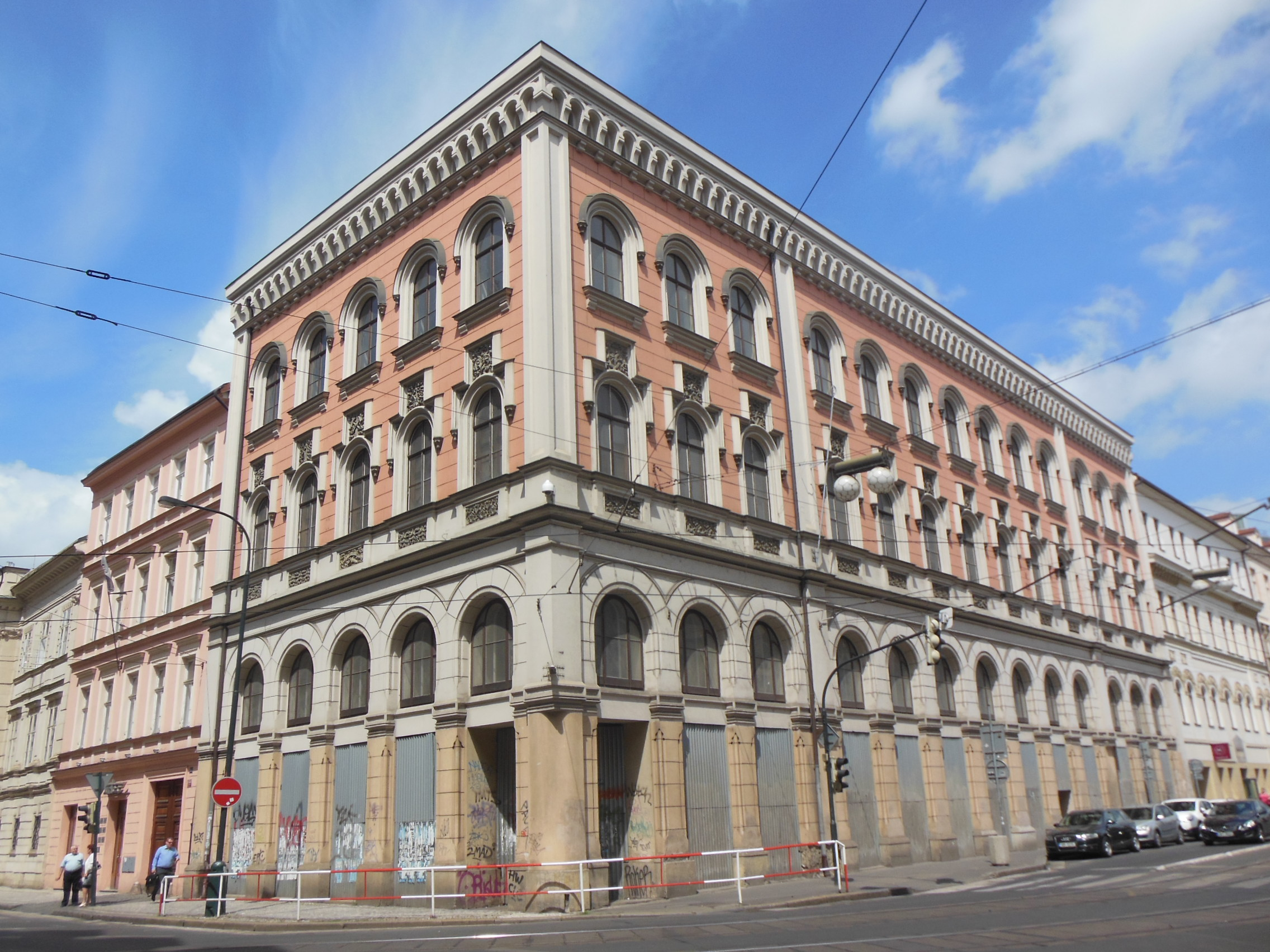
Lannův palác na Novém Městě v Praze

Půl roku poté v únoru slavili Lannové dvě svatby hned po sobě. Terezie Lannová mladší si brala právníka Tomáše Mikoše a Vojtěch Lanna starší si bral Filipínu Peithnerovou z Lichtenfelsu. Filipína ovšem do dvou let zemřela na vnitřní krvácení a Vojtěch si vzal její mladší sestru Josefínu. Lannové se snažili o zlepšování splavnosti řek pro usnadnění lodní přepravy a prováděli proto úpravy říčních koryt nejen na Labi a Vltavě, ale i na Lužnici, Nežárce nebo Blanici. V roce 1840 koupili Včelnou, Vrcov a poříčské panství, kde v době svého pobytu Vojtěch založil zámeckou zahradu a přestavěl pivovar. Podnikatelská aktivita Vojtěcha Lanny staršího už se neomezovala jen na lodní a koněspřežnou dopravu, jeho stavební firma postavila druhý pražský most přes Vltavu, první pražské kamenné nábřeží nebo také budovu dnešního Masarykova nádraží. Podílel se na stavbě Negrelliho viaduktu. Mimo Prahu postavil Vojtěch Lanna starší například původní Podolský most přes Vltavu, který byl později přesunut na řeku Lužnici.

#### Kladenské hutě
Dalším významným centrem jeho podnikatelských snah bylo Kladno, kde založil hutní závod a propojil ho železnicí s Kralupy nad Vltavou. V roce 1836 se Vojtěchovi a Josefíně Lannovým narodil Vojtěch Lanna mladší a květnu roku 1848 se narodila dcera Filipína, pojmenovaná po své předčasně zesnulé tetě. Vojtěch Lanna starší se v roce 1852 rozhodl postavit ve Čtyřech Dvorech novou loděnici a za ní zřídil zahradu se zahradním domem. Dva roky se rozhodl prodat Vrcov a zámek Poříčí, aby mohl zainvestoval do stavby vysokých pecí kladenských železáren. Projekt železáren byl pro Lannu ztrátový, což se snažil řešit nejprve odprodáváním podílů své společnosti. Nakonec přistoupil na začlenění svého podílu do nově vznikající Pražské železářské společnosti. I kvůli svým aktivitám v Kladně se Vojtěch Lanna starší v roce 1857 přestěhoval do Prahy, kde žil až do konce svého života. Roku 1859 zde nechal vybudovat rodinný palác v novogotickém stylu. Po jeho smrti v roce 1866 zdědil rodový majetek jeho syn Vojtěch Lanna mladší.

### Vojtěch Lanna mladší

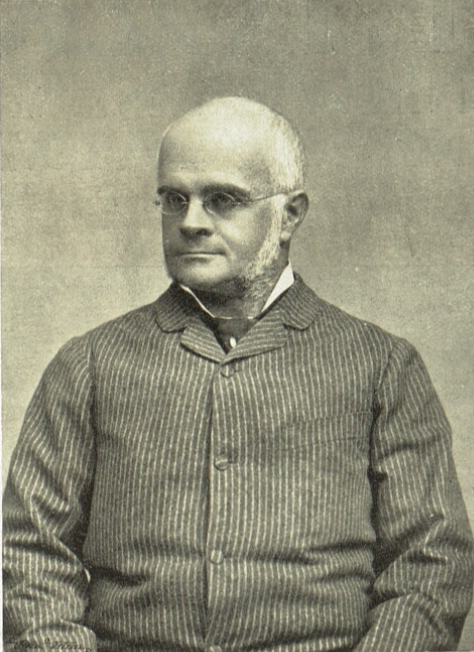
Vojtěch Lanna mladší kolem roku 1900

#### Mládí
Vojtěch Lanna mladší vystudoval stejně jako jeho otec gymnázium v rodných Budějovicích a poté vystudoval obchodní školu v Lipsku. Následující dva roky strávil cestováním a následně byl postupně zaučován svým otcem ve firmě. Prvním projektem, jehož vedení mu bylo otcem svěřeno, byla stavba železnice mezi Kladnem a Nučicemi. Kvůli nemoci se ve svých 24 letech vydal na zotavovací pobyt do Alp. Po cestě se zastavil v Mnichově, kde na něj silně zapůsobily tamější umělecké sbírky a sám se stal sběratelem umění. Ve 29 letech, rok před otcovou smrtí, se oženil s Františkou z Bene.

#### Hlava rodiny

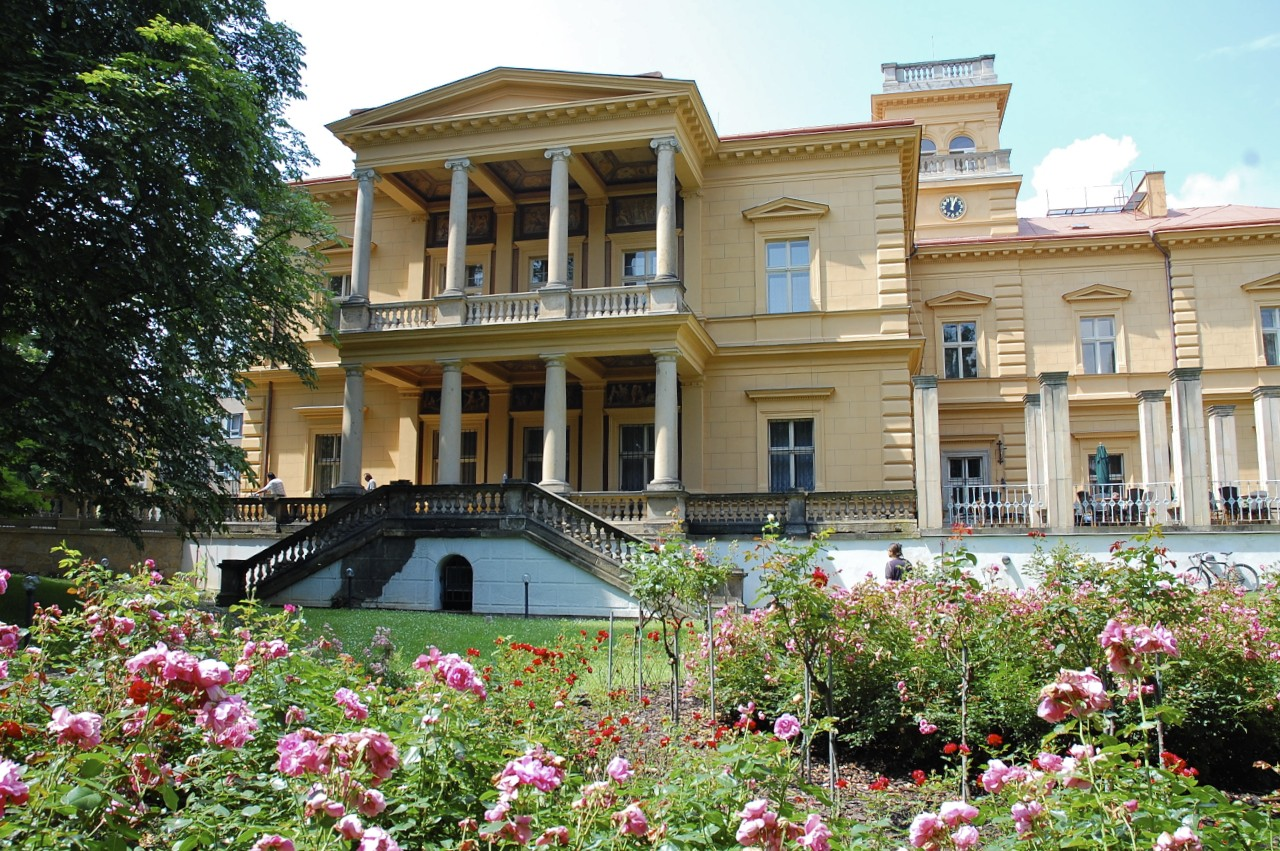
Lannova vila v Bubenči

Poté co převzal rodinnou firmu se jeho aktivita zaměřovala do konce 70. let především na výstavbu železničních tratí. Obchod se dřevem si vzal na starost jeho strýc Tomáš Lanna. Rozvoj železnic se podepsal na úpadku říční dopravy po Vltavě, které se Lannové tradičně věnovali. Na dolním toku Vltavy a na Labi se naopak zejména na konci 19. a začátku 20. století stavěly mohutné vodní stavby pro umožnění plavby parníků. Dva roky po smrti otce byl Vojtěchu Lannovi mladšímu udělen dědičný titul rytíře. On sám to tehdy považoval spíše za uznání zásluh jeho otce nežli svých vlastních. V roce 1885 spoluzaložil Uměleckoprůmyslové museum v Praze a také mu věnoval svou sbírku uměleckého skla. Ve Čtyřech Dvorech, kde se narodil, nechal vystavět kapli zasvěcenou svatému Vojtěchu. Přesídlil z rodinného paláce v Hybernské ulici do nově postavené vily v Bubenči. Na úpatí hory Traunstein, v kraji ze kterého vzešel rod Lannů, postavil letní sídlo s výhledem na Alpy. V roce 1905, k příležitosti 100. výročí narození svého otce, založil Vojtěch Lanna mladší Lannovu nadaci pro českobudějovické sirotky, které pak věnoval velkou část pozemků kolem bývalé českobudějovické loděnice i s budovami pro zřízení sirotčince. Dva roky před svou smrtí mu byl udělen dědičný titul svobodného pána. Vojtěch Lanna mladší zemřel v poslední den roku 1909 v Meranu. Byl pohřben na Olšanských hřbitovech do hrobky, kterou sdílí se svým společníkem ve firmě Janem Schebkem. Jeho nástupcem se stal jeho jediný syn Vojtěch František Josef.

### Vojtěch František Josef Lanna
Vojtěch František Josef Lanna vystudoval práva a vstoupil do služeb státní správy. Pracoval u námořního úřadu v Terstu, poté ve Vídni na ministerstvu obchodu, následně pracoval u rakouského velvyslanectví v Londýně. Jeho kariéra státního úředníka skončila až v roce 1908, kdy mu jeho otec udělil plnou moc k řízení rodinné firmy. Pokračoval ve výstavbě zdymadel na Labi, dále firma rozšířila svou působnost i na oblasti mimo české království a Rakousko. Podílela se na stavebních projektech v Haliči, v Bosně i v Německém císařství. Během první světové války odprodal části firmy, které se zabývaly zpracováním dřeva. Prodal také rodinnou vilu v Bubenči a odstěhoval se z Prahy do Maria Enzersdorfu. V roce 1920 nakonec prodal celou firmu Československé zahraniční bance Bohemii. Vojtěch František Josef se poté přestěhoval z Maria Enzersdorfu do Mnichova, kde roku 1925 zemřel. Firma nesla jméno Lannů až do roku 1948, kdy byla znárodněna a její majetek převeden do nově vznikajícího národního podniku Československé stavební závody.

## Stavby spojené s Lanny

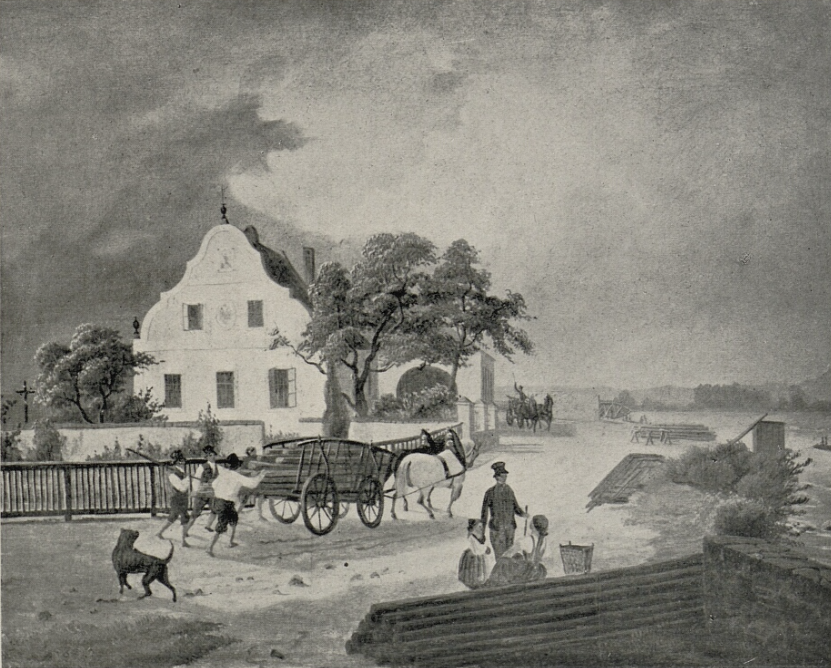
Rodinný dům Lannů v Lannově loděnici, černobílá reprodukce olejomalby Jana Václava Kautského

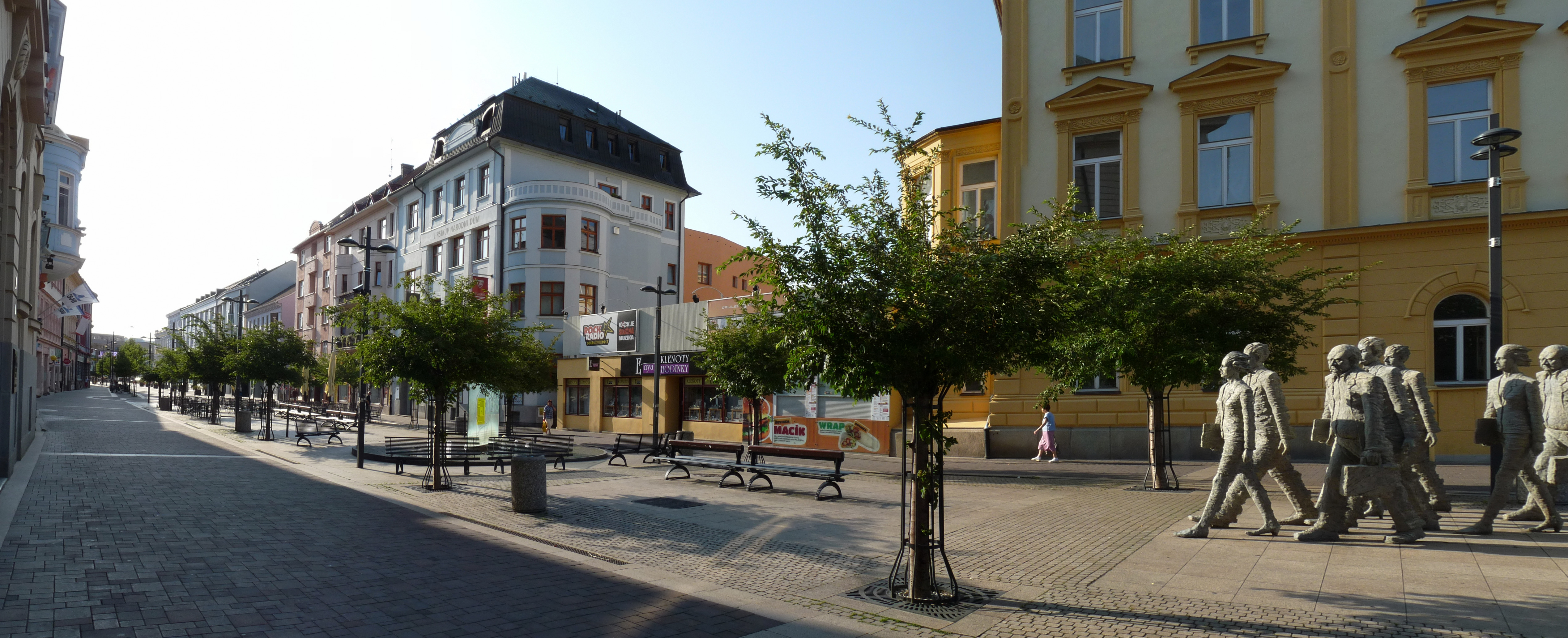
Lannova třída v Českých Budějovicích

### Stavby v majetku Lannů
- dům Na Staré poště (před 1775 –  po 1797) – dům na pražském předměstí Českých Budějovic, dnes nahrazen Koldomem
- dům U Zelené ratolesti (1821–1895) – dům v Českých Budějovicích, který sloužil jako překladiště zboží a zájezdní hostinec
- Lannův kříž – postaven roku 1824 Vojtěchem Lannou starším v Horním Lipovsku na poděkování za záchranu života
- Lannova loděnice (1832–1908) – areál kolem českobudějovické loděnice zahrnující také rodinný dům Lannů, zahradu s oranžérií a přístaviště
- zámek Poříčí (1840–1854) – sídlo poříčského panství, které vlastnil Vojtěch Lanna starší
- Lannův palác (1859–1920) – novogotický dům na Novém Městě v Praze
- Lannova vila (Bubeneč) (1868 –  kolem 1918) – vila v Bubenči v Praze podle návrhu architekta Vojtěcha Ignáce Ullmanna
- hrobka rodiny Lannovy a Schebkovy – hrobka na Olšanských hřbitovech dle návrhu Antonína Barvitia

### Posmrtné pocty Lannům
- pomník Vojtěcha Lanny staršího – pomník v centru Českých Budějovic u Lannovy třídy
- Lannova třída (Lanovka) – ulice v centru Českých Budějovic
- Lannova ulice – ulice v centru Prahy
- ulice Vojtěcha Lanny – ulice v Kladně